# Ormyromorpha glabra
Ormyromorpha glabra är en stekelart som beskrevs av Girault 1915. Ormyromorpha glabra ingår i släktet Ormyromorpha och familjen puppglanssteklar. Inga underarter finns listade i Catalogue of Life.